# Boletín Oficial de la Junta Revolucionaria de Reus
El Boletín Oficial de la Junta Revolucionaria de Reus va ser una publicació periòdica òrgan de la Junta Revolucionària de Reus que va sortir el mes d'octubre de 1868.

## Origen
La publicació va sortir el primer dia d'octubre de 1868 per ser el portaveu de la Junta Revolucionària que s'havia establert el dia anterior, 30 de setembre, a Reus. Després del pronunciament de Juan Bautista Topete a Cadis en contra de la reina Isabel II, la sublevació es va estendre ràpidament per la península i a Reus va obligar a fugir l'alcalde Víctor Rosselló. Es va constituir una Junta Revolucionària Provisional, que va creure convenient treure un diari on explicar què estava fent i què volia fer. El Boletín... era enviat gratuïtament a totes les Juntes Revolucionàries del districte, a les de les capitals de província, a les d'Agramunt, Casp, Duesaigües, Falset, Gandesa, Gratallops, Les Irles, Montblanc, El Vendrell, Valls, i als diaris La Discusión, El Pueblo, La Iberia, Las Novedades i Puente de Alcolea, de Madrid, La Prensa Libre, República Federal, Diario de Tarragona, Diario de Barcelona, Crónica de Cataluña, El Principado, de Barcelona; Revolución de Septiembre de Zamora i s'enviava també gratuïtament al Diario de Reus, a totes les societats reusenques, als cafès i altres establiments públics, i a tots els que formaven part de la Junta. Es va fixar també un preu de subscripció que va ser un fracàs, i la Junta donava els exemplars sobrers als cecs, a dos rals els 25 exemplars, perquè els venguessin pels carrers.

## Contingut
El Boletín recollia essencialment els decrets i proclames oficials, però no publicava articles d'opinió. Les informacions feien sempre referència a les actuacions de la Junta i als seus líders, i a les anècdotes revolucionàries. Apareixia cada dia i això permet fer un seguiment gairebé exhaustiu dels esdeveniments revolucionaris a Reus durant el mes d'octubre, ja que va publicar moltes notícies sobre aquells dies. Per ser cap de comarca, també va recollir informació de les localitats properes. Totes les notes que s'hi publicaven les redactava Güell i Mercader com a secretari de la Junta. La publicació va desaparèixer el dia 28 d'octubre, quan es va dissoldre la Junta Revolucionària, sense que s'indiqués en aquest número que seria l'últim.
Entre altres coses, es pot veure com el dia 8 d'octubre la Junta va fer evacuar els convents de les monges Carmelites, de la plaça de Prim i les de la Providència, i les va fer allotjar en cases particulars, justificant la mesura per una "convicción de interés general".
El periodista i historiador reusenc Francesc Gras i Elies diu que quan va desaparèixer la publicació, Josep Güell i Mercader va treure al carrer, a partir del 5 de novembre, La Redención del Pueblo, que volia ser una continuació del Boletín.

## Aspectes tècnics
S'imprimia a la Impremta de Vidiella amb un format de 21 x 28'5 centímetres. Segons el dia, oscil·lava entre les 2 i les 4 pàgines, normalment a 2 columnes i amb la capçalera tipogràfica. El redactor únic era Güell i Mercader, secretari de la Junta, que redactava també les notícies que arribaven d'altres Juntes. Del Boletín en van sortir un total de 22 números.

## Localització
- Una col·lecció completa a la Biblioteca Central Xavier Amorós de Reus.[4]